# KMD Group

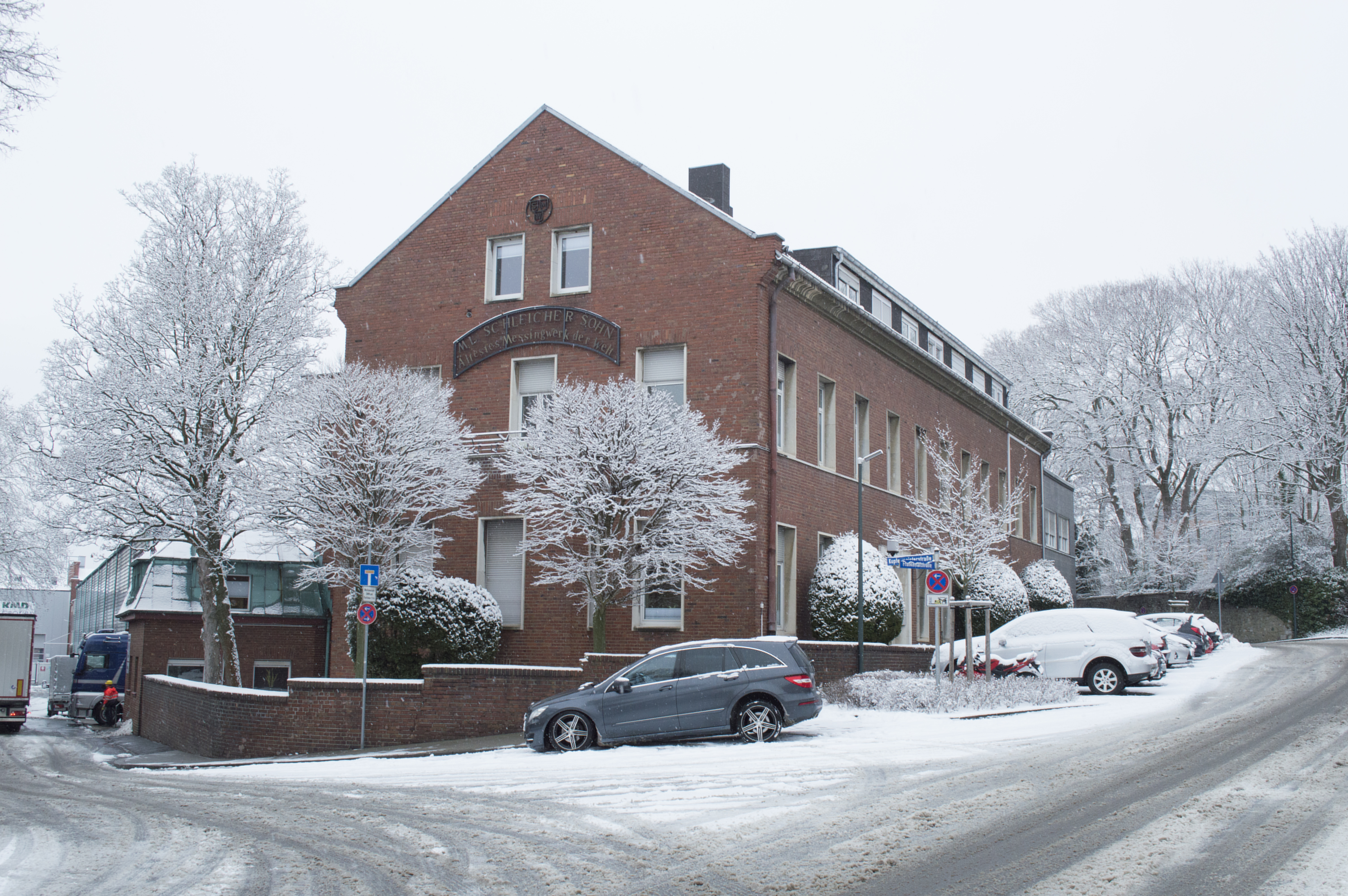
Aktueller Firmensitz der KMD Group

Die KMD Group, früher Stolberger Metallwerke, ist ein deutsches Metallunternehmen in Stolberg (Rhld.) in der Städteregion Aachen. Sie ist ein Deutsch-Chinesisches Joint Venture der Unternehmen KME SE (50 %), Osnabrück, der Golden Dragon Precise Copper Tube (34 %), Henan Province P.R.C. und der Chongqing Wanzhou Economy Technology Development Co. P.R.C. (16 %)
Die KMD Group stellt als NE-metallverarbeitendes Unternehmen  hochleistungsfähige und beschichtete Bänder aus Kupfer und Kupferlegierungen für die Automobil- und Elektroindustrie her, darunter gewalzte Bänder, sowohl mit blanker, als auch mit feuerverzinnter Oberfläche. Die Produkte sind auch unter dem Markennamen STOL bekannt. Sie finden Verwendung unter anderem in Steckverbindungen, Schaltern und Kontakten, Computern, Telekommunikation, Elektronik sowie in sonstigen Erzeugnissen.

## Geschichte

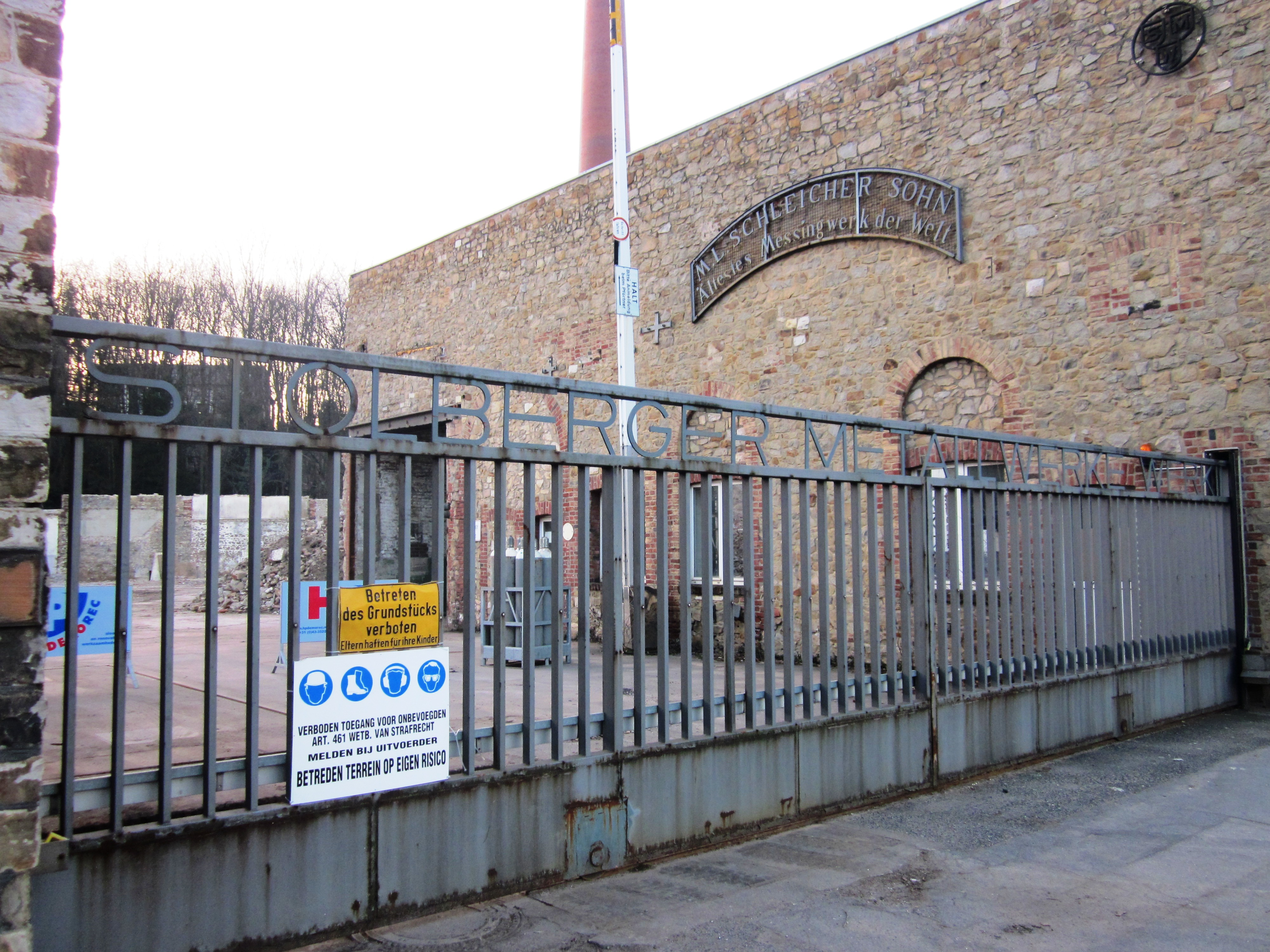
Stolberger Metallwerke an der Eisenbahnstraße mit dem Hinweis „Ältestes Messingwerk der Welt“ und „M. L. Schleicher“

Das Unternehmen entstand 1933 aus dem Zusammenschluss der beiden messingverarbeitenden Unternehmen von Asten & Lynen, gegründet von Julius von Asten und Christian Lynen 1858 auf dem Gelände des alten Kupferhofs Frankental, und Matthias Ludolf Schleicher Sohn, gegründet 1822 auf dem Gelände des Untersten Hofs. Die beiden Betriebsstätten wurden von den Stolberger Metallwerken zuerst gepachtet, bevor 1967 die Grundstücke samt Gebäuden und Einrichtungen in ihren Besitz übergingen. 1969 übernahmen die Kabel- und Metallwerke Gute Hoffnungshütte Hannover 49 % des Kommanditkapitals. Im Jahre 1987 gelangten alle Anteile in den Besitz der Kabel- und Metallwerke Osnabrück.
Mit der Übernahme von R & G Schmöle in Menden (Sauerland) durch kabelmetal wurden 1989 das Schmelzwerk sowie das Walzwerk von R & G Schmöle in die Stolberger Metallwerke integriert. Der Werksstandort Menden bestand jedoch nur einige Jahre.
In den 1990er Jahren erwarb das Unternehmen den nördlichen Teil der Kupfermeisterstraße und konnte so seine Produktionsstätten östlich und westlich der Straße zusammenschließen.
Im Zweiten Weltkrieg gab der Einstieg der Stolberger Metallwerke in die Rüstungsproduktion, v. a. von Infanteriemunition den Auftakt für den massenhaften Arbeitseinsatz sowjetischer Zwangsarbeiter.
Zwischen 1974 und 1981 senkten die Stolberger Metallwerke, der Hauptemittent dieser Stoffe in Stolberg, die Emission von Feststoffen von 195.000 kg/a (darunter 153.000 kg/a Zink) so stark ab, dass sie 1981 nur noch 1,5 % der Feststoffemission und 2,7 % der Zinkemission der Stolberger Betriebe darstellten.
2003 verschmolzen die Stolberger Metallwerke GmbH & Co. KG mit der KM Europa Metal AG. Seither hieß das Unternehmen KME Stolberger Metallwerk mit Sitz in der Frankentalstraße.
Im Jahr 2014 wurde aus den KME Stolberger Metallwerken die KMD Group.
Die Unternehmensleitung des KME-Werks Stolberg gab am 4. Februar 2025 bekannt, das Werk solle spätestens Ende September 2025 geschlossen werden.